# Juan Ignacio Cerra
Juan Ignacio Cerra (né le 16 octobre 1976 à Santa Fe) est un athlète argentin, spécialiste du lancer de marteau.
Il détient le record sud-américain de cette spécialité avec un lancer à 76,42 m, réalisé en juillet 2001 à Trieste.

## Biographie
Il a remporté la médaille d'or lors des Jeux panaméricains de 2003 après avoir obtenu une médaille de bronze à ceux de 1999. Il a également remporté les Jeux sud-américains de 1998. Il a participé aux Championnats du monde d'athlétisme en 1999, 2001, 2003 et 2005 ainsi qu'aux Jeux olympiques de 2000, 2004 et 2008 sans jamais atteindre la finale.
Il a remporté la médaille d'argent lors des Championnats ibéro-américains d'athlétisme 2010.
Il a remporté la médaille d'or lors des Championnats sud-américains de 2011 à Buenos Aires et à ceux de 2007.